# Skyrunner World Series 2010
Navigation
2009 2011
Le Skyrunning World Series 2010 est la neuvième édition du Skyrunner World Series, compétition internationale de Skyrunning fondée en 2002 par la Fédération internationale de skyrunning. 

## Programme

### World Series Races
| Nom de la course              | Distance | Dénivelé   | Pays       | Date              | Vainqueur        | Vainqueure      |
| ----------------------------- | -------- | ---------- | ---------- | ----------------- | ---------------- | --------------- |
| Zegama-Aizkorri               | 42 km    | 2 736 m D+ | Espagne    | 16 mai 2010       | Kilian Jornet    | Emanuela Brizio |
| Chaberton Marathon            | 42 km    | 3 250 m D+ | France     | 1er août 2010     | Tòfol Castanyer  | Anna Frost      |
| Pikes Peak Marathon           | 42 km    |            | États-Unis | 22 août 2010      | Matt Carpenter   | Keri Nelson     |
| Sentiero delle Grigne Skyrace | 21 km    |            | Italie     | 19 septembre 2010 | Miguel Heras     | Mireia Miró     |
| Mount Kinabalu Climbathon     | 33 km    | 2 000 m D+ | Malaisie   | 24 octobre 2010   | Marco De Gasperi | Núria Picas     |

### Trials Races
| Nom de la course                | Pays        | Date              | Vainqueur          | Vainqueure           |
| ------------------------------- | ----------- | ----------------- | ------------------ | -------------------- |
| Elbrus Vertical Kilometer       | Russie      | 8 mai 2010        | Dmitry Ploskonosov | Megan Kimmel         |
| Travessa de Canillo SkyRace     | Andorre     | 6 juin 2010       | Sebastian Sánchez  | Anna Frost           |
| Circuito dos 3 Cântaros SkyRace | Portugal    | 13 juin 2010      | Aires Sousa        | Rosa Madureira       |
| Sierre-Zinal                    | Suisse      | 8 août 2010       | Kilian Jornet      | Megan Lund           |
| Red Rock SkyMarathon            | Italie      | 22 août 2010      | Michele Tavernaro  | Emanuela Brizio      |
| Mont Ontake SkyRace             | Japon       | 29 août 2010      | Dai Matsumoto      | Yasuko Nomura        |
| Ben Nevis Race                  | Royaume-Uni | 4 septembre 2010  | Finlay Wild        | Cecilia Mora         |
| Carrera La Sagra                | Espagne     | 11 septembre 2010 | Jessed Hernàndez   | Blanca María Serrano |
| Ávila SkyRace                   | Venezuela   | 12 septembre 2010 | Emerson Trujillo   | Cruz Salazar         |